# Apeadero de São João da Venda
El Apeadero de São João da Venda fue una plataforma ferroviaria de la Línea del Algarve, que servía a la localidad de São João da Venda, en el ayuntamiento de Loulé, en Portugal.

## Historia
Esta plataforma se situaba en el tramo entre Amoreiras-Odemira y Faro, que fue inaugurado el 1 de julio de 1889.
Fue retirado del servicio en 2004, junto con el Apeadero de Almancil-Nexe, debido a la apertura de la Estación de Parque das Cidades.